# Biserica reformată din Dumbrăvioara
Biserica reformată din Dumbrăvioara este un monument istoric aflat pe teritoriul satului Dumbrăvioara, comuna Ernei. În Repertoriul Arheologic Național, monumentul apare cu codul 116689.05.